# Anilios affinis
Espèce
Synonymes
- Typhlops affinis Boulenger, 1889
- Austrotyphlops affinis (Boulenger, 1889)
- Ramphotyphlops affinis (Boulenger, 1889)
- Typhlops kenti Boulenger, 1914
- Ramphotyphlops kenti (Boulenger, 1914)

Anilios affinis est une espèce de serpents de la famille des Typhlopidae. 

## Répartition
Cette espèce est endémique d'Australie. Elle se rencontre en Nouvelle-Galles du Sud et au Queensland.

## Publication originale
- Boulenger, 1889 : Descriptions of new Typhlopidæ in the British Museum. Annals and Magazine of Natural History, sér. 6, vol. 4, p. 360-363 (texte intégral).